# Salpida
Le salpe (Salpida Forbes, 1853) sono un ordine dei Taliacei. Si muovono contraendosi, pompando l'acqua attraverso il corpo gelatinoso e si nutrono di fitoplancton che viene filtrato dall'acqua pompata. Si tratta quindi di organismi planctonici e filtratori.

## Distribuzione
Le salpe sono comuni nelle zone equatoriali, temperate e nei mari freddi dove possono essere viste in superficie, da sole o in lunghe colonie. La concentrazione maggiore di salpe si trova nell'Oceano Antartico dove sono a volte più abbondanti delle krill. Dal 1910, mentre la popolazione di krill è iniziata a diminuire, la popolazione di salpe sembra aumentare. Sono state viste in numero crescente lungo le coste di Washington. Nell’estate 2019 avvistate in quantità abbondante anche nel mar Ionio e più precisamente sulle spiagge del litorale di Taranto.

## Descrizione
Sono animali dalla struttura trasparente e gelatinosa, dotati di fasce muscolari primitive (emimiali). Nel corso della loro evoluzione hanno perso la corda e sviluppato un apparato digerente di forma tubulare.
Le salpe hanno un complesso ciclo vitale, con un'alternanza obbligata di generazioni. Entrambe le porzioni del ciclo vitale esistono contemporaneamente in mare. La fase di vita solitaria, conosciuta come oozoide, è un animale singolo che si riproduce asessualmente creando una catena di centinaia di individui. La catena costituisce la fase aggregata del ciclo vitale, conosciuta come blastozoide. Gli individui della catena rimangono attaccati tra loro, e ciascuno cresce e si riproduce sessualmente (i blastozoidi sono ermafroditi sequenziali). Gli oozoidi risultanti sono poi rilasciati per ricominciare il ciclo. L'alternanza di generazioni permette un tempo inter-generazione breve. Quando il fitoplancton è abbondante, questo porta a dei rapidi incrementi del numero di salpe (bloom) che terminano quando non c'è più abbastanza nutrimento.
Secondo alcuni studi le salpe sono in grado di assorbire una certa quantità di CO2.

## Tassonomia
Il World Register of Marine Species elenca i seguenti generi e specie nell'ordine Salpida
- Ordine Salpida
  - Famiglia Salpidae
    - Genere Brooksia Metcalf, 1918[9]
      - Brooksia berneri van Soest, 1975
      - Brooksia rostrata (Traustedt, 1893)

    - Genere Cyclosalpa de Blainville, 1827[10]
      - Cyclosalpa affinis (Chamisso, 1819)
      - Cyclosalpa bakeri Ritter, 1905
      - Cyclosalpa foxtoni Van Soest, 1974
      - Cyclosalpa ihlei van Soest, 1974
      - Cyclosalpa pinnata (Forskål, 1775)
      - Cyclosalpa polae Sigl, 1912
      - Cyclosalpa quadriluminis Berner, 1955
      - Cyclosalpa sewelli Metcalf, 1927
      - Cyclosalpa strongylenteron Berner, 1955

    - Genere Helicosalpa Todaro, 1902[11]
      - Helicosalpa komaii (Ihle & Ihle-Landenberg, 1936)
      - Helicosalpa virgula (Vogt, 1854)
      - Helicosalpa younti Kashkina, 1973

    - Genere Ihlea Metcalf, 1919[12]
      - Ihlea magalhanica (Apstein, 1894)
      - Ihlea punctata (Forskål, 1775)
      - Ihlea racovitzai (van Beneden & Selys Longchamp, 1913)

    - Genere Metcalfina[13]
      - Metcalfina hexagona (Quoy & Gaimard, 1824)

    - Genere Pegea Savigny, 1816[14]
      - Pegea bicaudata (Quoy & Gaimard, 1826)
      - Pegea confederata (Forsskål, 1775)

    - Genere Ritteriella Metcalf, 1919[9]
      - Ritteriella amboinensis (Apstein, 1904)
      - Ritteriella picteti (Apstein, 1904)
      - Ritteriella retracta (Ritter, 1906)

    - Genere Salpa Forskål, 1775[10]
      - Salpa aspera Chamisso, 1819
      - Salpa fusiformis Cuvier, 1804
      - Salpa gerlachei Foxton, 1961
      - Salpa maxima Forskål, 1775
      - Salpa thompsoni (Foxton, 1961)
      - Salpa tuberculata Metcalf, 1918
      - Salpa younti van Soest, 1973

    - Genere Soestia(also accepted as Iasis)[11]
      - Soestia cylindrica (Cuvier, 1804)
      - Soestia zonaria (Pallas, 1774)

    - Genere Thalia[12]
      - Thalia cicar van Soest, 1973
      - Thalia democratica (Forskål, 1775)
      - Thalia longicauda (Quoy & Gaimard, 1824)
      - Thalia orientalis Tokioka, 1937
      - Thalia rhinoceros van Soest, 1975
      - Thalia rhomboides (Quoy & Gaimard, 1824)
      - Thalia sibogae van Soest, 1973

    - Genere Thetys Tilesius, 1802[13]
      - Thetys vagina Tilesius, 1802

    - Genere Traustedtia[14]
      - Traustedtia multitentaculata (Quoy & Gaimard, 1834)

    - Genere Weelia Yount, 1954[15]
      - Weelia cylindrica (Cuvier, 1804)